# Mausoleul de la Mateiaș

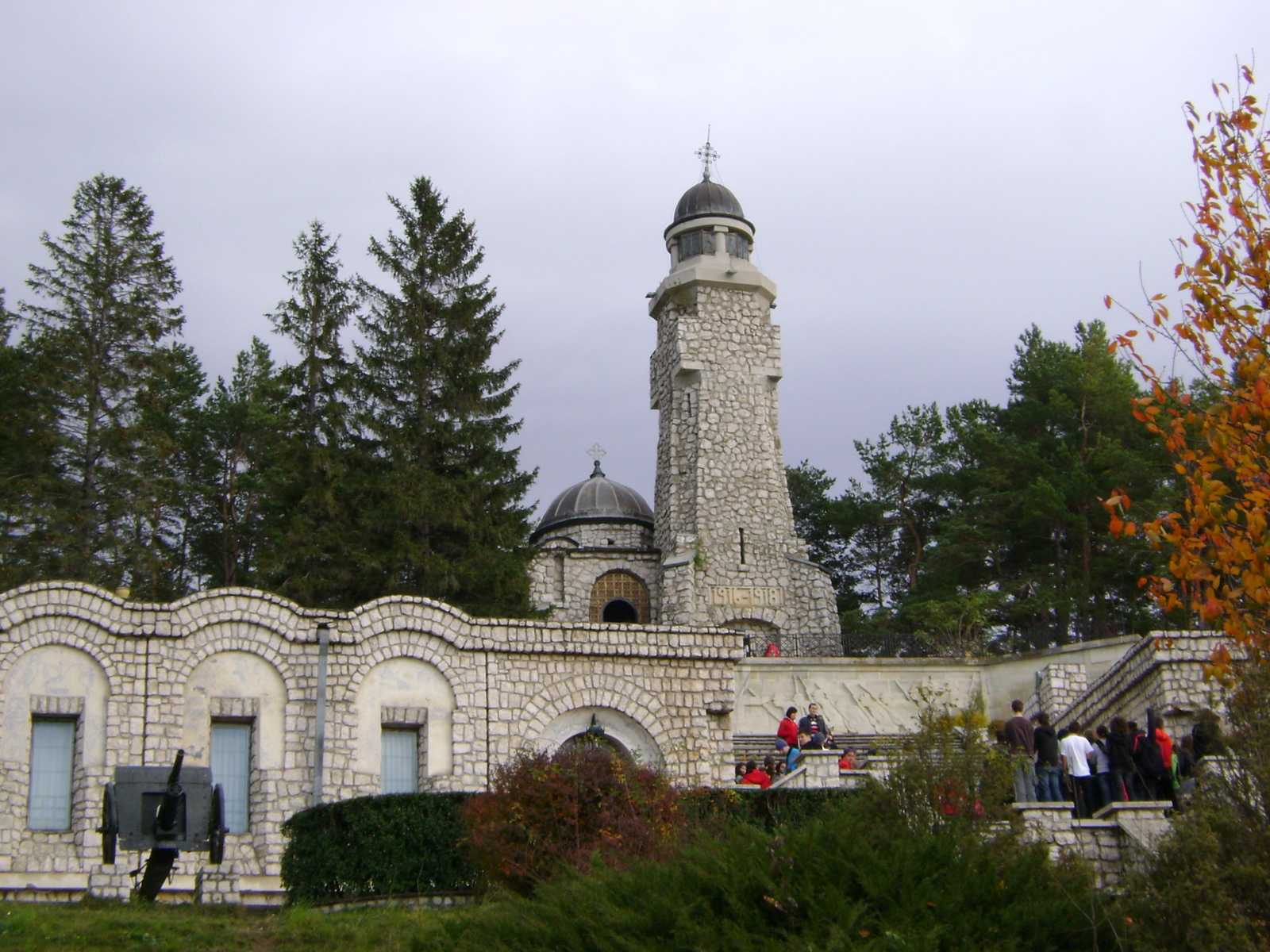

Mausoleul Eroilor din comuna Valea Mare-Pravăț, județul Argeș, cunoscut și sub numele de Mausoleul de la Mateiaș, este un monument dedicat eroilor din Războiul de Întregire Națională dintre anii 1916-1918. Este situat pe Drumul european E574 (DN 73), la 11 km de Câmpulung spre Brașov, pe Dealul Mateiaș.
Monumentul este înscris la poziția nr. 1010, cu codul  AG-IV-m-A-14017, în „Lista monumentelor istorice”, actualizată prin Ordinul ministrului Culturii și Cultelor nr.2314/8 iulie 2004.
Aici în zona Mateiașului, Grupul Nămăiești - condus de Generalul Traian Găiseanu - având în componență diviziile 22 și 12 Infanterie, a reușit să reziste unui inamic net superior echipat și mult mai bine pregătit, în perioada 25 septembrie/8 octombrie-10/23 noiembrie 1916. Prin luptele duse aici, a fost oprită înaintarea Puterilor centrale spre Câmpia Română, dar datorita străpungerii frontului pe Jiu soldații celor 2 divizii au primit ordin să se retragă - neînvinși - pe 16/29 noiembrie 1916, spre Târgoviște.

## Istoric

Osuarul mausoleului

Mausoleul a fost ridicat între anii 1928-1935, după planurile arhitecților Dumitru Ionescu-Berechet și State Baloșin, de către constructorul De Nicolo. La construcție a fost utilizat în principal calcar de Albești.
Clădirea este compusă din două corpuri: unul orizontal, osuarul, care în 31 de cripte adăpostește osemintele a peste 2.300 de militari români și unul vertical, de forma unui turn cu foișor, spre care duce o scară în spirală.
Din cauza infiltrațiilor de apă prin zidurile de calcar, în perioada 1945-1976 Monumentul eroilor de la Mateiaș fost supus unor lucrări de reparații. Cutremurul din 4 martie 1977 a provocat numeroase fisuri, astfel că în 1978 au fost întreprinse lucrări de consolidare.

Basorelieful realizat de sculptorul Adrian Radu

În perioada 1980-1984 Mausoleul eroilor a fost extins prin construirea unei terase de paradă, a unor impozante scări de acces, camere muzeale, un basorelief având 16 m lungime și 3,5 m înălțime, executat de sculptorul Adrian Radu din Câmpulung. S-a construit și cupa din piatră de Albești în care arde o flacără veșnică în amintirea eroilor căzuți la Mateiaș.